# La Fuliola
La Fuliola – gmina w Hiszpanii, w prowincji Lleida, w Katalonii, o powierzchni 11,16 km². W 2011 roku gmina liczyła 1320 mieszkańców.